# 高山漆姑草属
高山漆姑草属（学名：Minuartia）是石竹科下的一个属，为一年生或多年生草本植物。该属共有120种，分布于南欧至阿拉伯和喜马拉雅。